# Casa consistorial de Alicante
La casa consistorial de Alicante, también conocida como Palacio municipal de Alicante, es un edificio de estilo barroco del siglo XVIII situado en la ciudad española de Alicante. Ubicado entre las plazas del Ayuntamiento y de la Santísima Faz, en el barrio de Santa Cruz, alberga la sede del Ayuntamiento de Alicante.
En 1961 fue declarada monumento histórico-artístico,
por lo que es  Bien de Interés Cultural con categoría de  Monumento.

## Historia

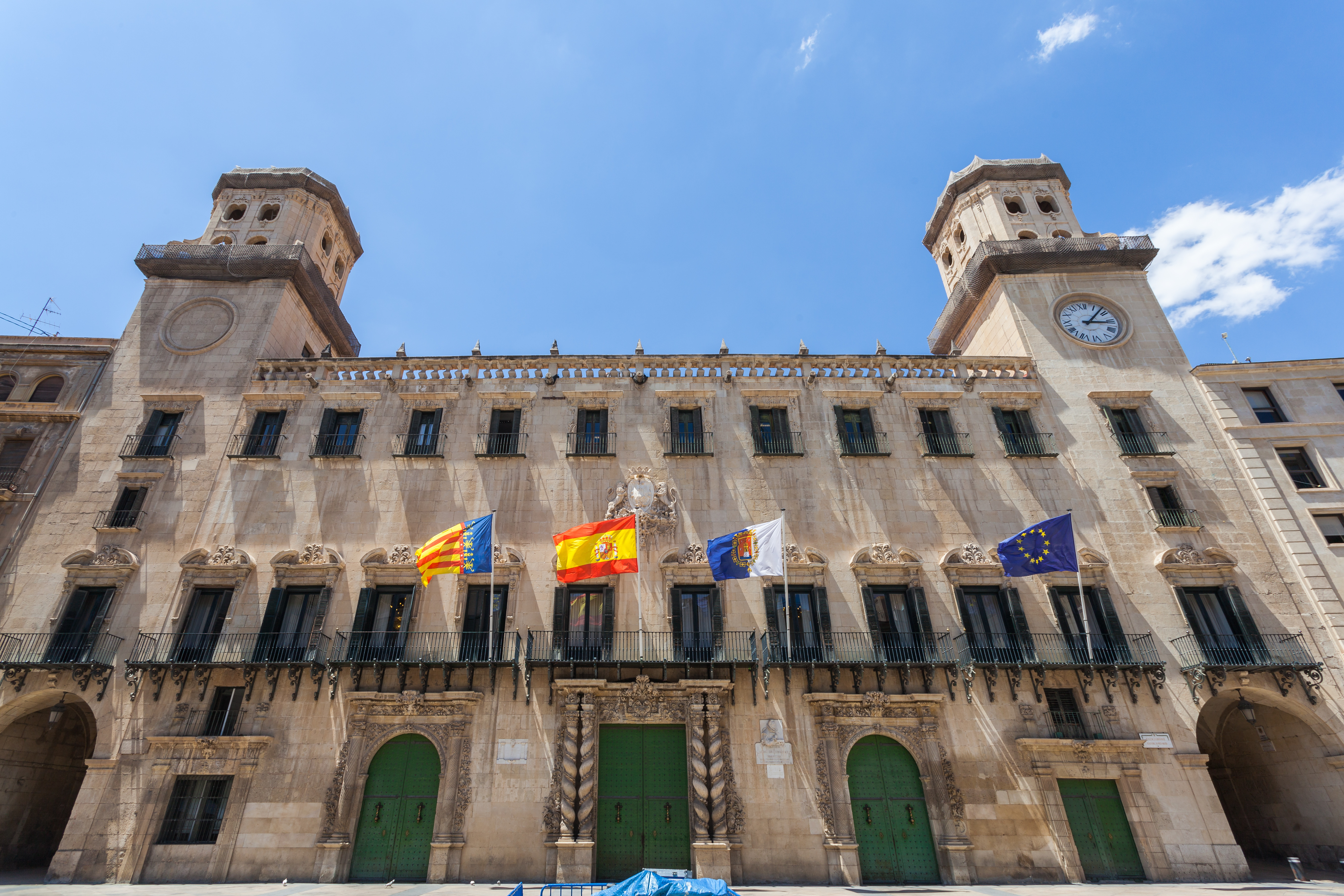
Vista frontal.

El antiguo consistorio municipal alicantino, el Concejo Municipal, celebraba sus sesiones en la antigua iglesia de San Nicolás hasta el año 1370. Posteriormente las sesiones municipales se trasladaron a la primitiva Lonja medieval, hoy desaparecida, una vez esta fue construida y, finalmente, a mediados del siglo XVI se trasladaron al emplazamiento actual. 
El primitivo consistorio de Alicante, ya situado en el emplazamiento actual, se construyó en 1541 pero este fue destruido por los franceses durante el bombardeo naval de 1691, que arrasó gran parte de la ciudad, levantándose posteriormente el actual edificio a lo largo del siglo XVIII. En 1699 se redacta el proyecto y hasta 1780 no se dan por finalizadas las obras.

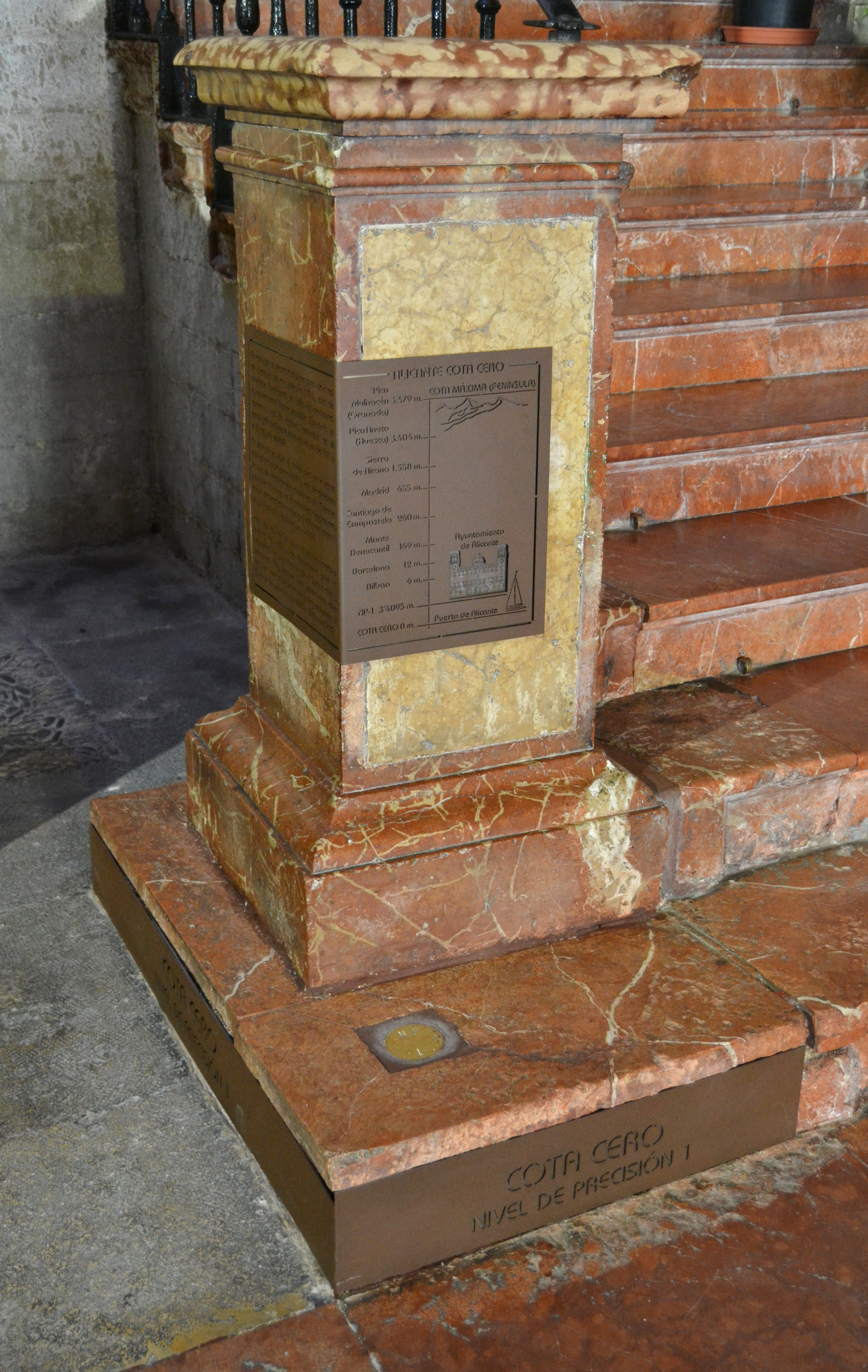
Cota cero de España en la casa consistorial de Alicante.

## Descripción
Se trata de un edificio de planta rectangular, con fachada principal simétrica, compuesta de un cuerpo central de tres plantas flanqueado por dos torres de mayor altura en los extremos, a través de las cuales se realiza la comunicación entre las plazas del Ayuntamiento y de la Santísima Faz mediante pasajes. 
La planta baja cuenta con cinco vanos, donde el central, de mayor tamaño, resulta el acceso principal. En la planta principal los balcones cuentan con dobles ventanas, excepto en las torres donde solo hay una ventana, todas ellas rematadas por frontones curvos partidos. La última planta mantiene la misma disposición que la anterior en cuanto a vanos, si bien con balcones individuales. Se remata la fachada con una balaustrada, tras la que se puede ver la cúpula que cubre la escalera interior.

## Cota cero
Al pie de la escalinata principal se encuentra la llamada "cota cero", el punto de referencia que se utiliza para medir la altitud sobre el nivel del mar de cualquier lugar en España. Su determinación fue el resultado de mediciones sistemáticas realizadas durante casi cuatro años en el puerto de Alicante, desde julio de 1870 hasta febrero de 1874, con objeto de realizar un mapa topográfico del país.